# Maddalena Antognetti
Maddalena Antognetti, dite Lena (Rome, 1579 – Rome, après le 12 juin 1608), est une modèle et courtisane italienne, modèle préféré du Caravage.

## Biographie
Au sommet de sa carrière, elle était connue sous le surnom de « Roscina » et son portrait apparaît dans plusieurs œuvres de l'artiste lombard : 

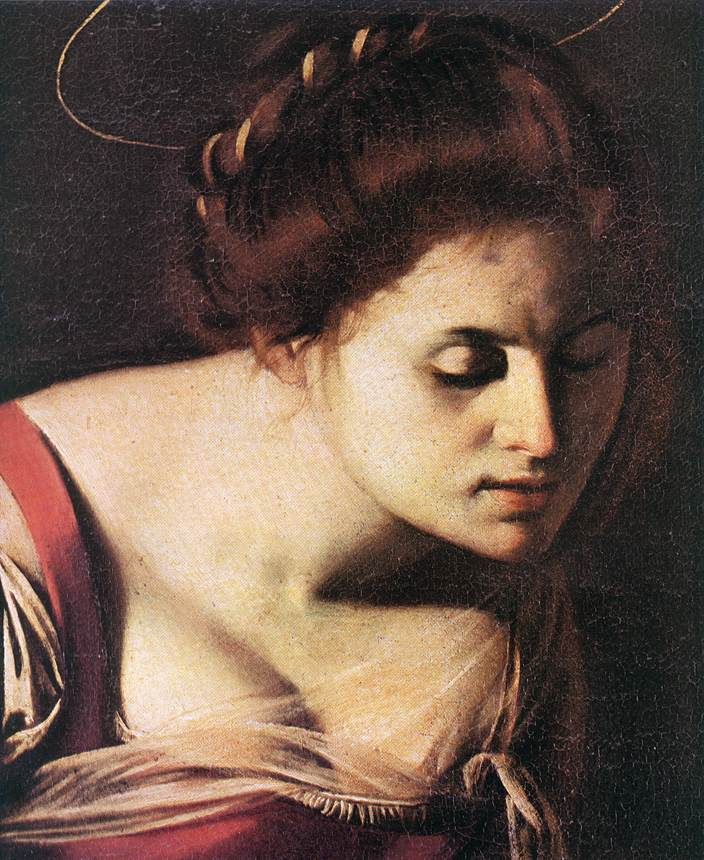
Détail de La Madone des palefreniers.

Tableaux de Caravage où  Maddalena Antognetti a pu servir de modèle
La Mort de la Vierge (1600) Musée du Louvre.
La Madone des pèlerins (1604/1605), Basilique Saint-Augustin, Rome.
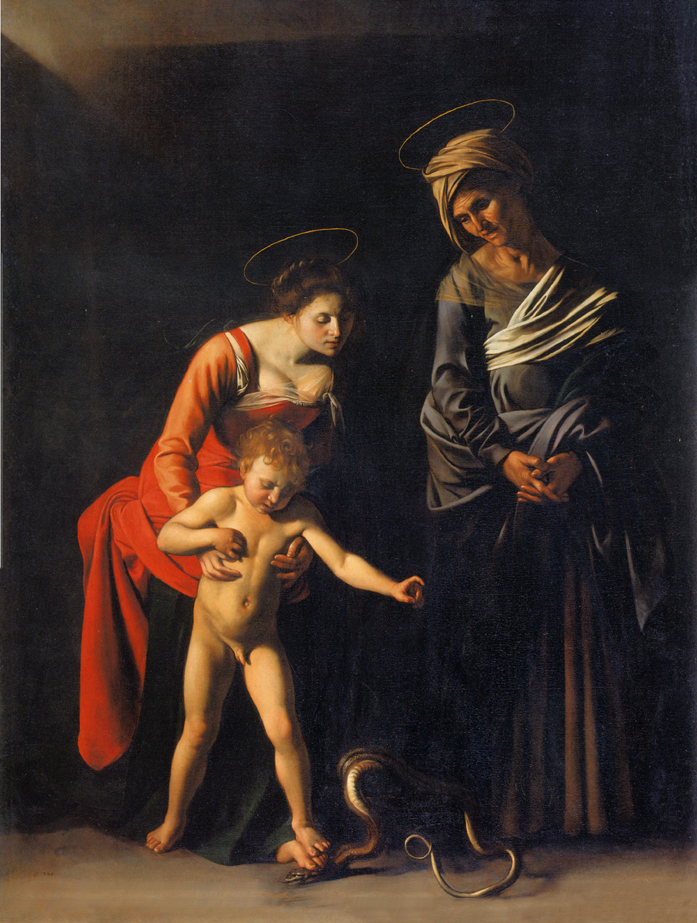
La Madone des palefreniers (1605/1606), Galerie Borghèse, Rome[3].

Trois peintures pourraient également la représenter.

Tableaux de Caravage où Fillide Melandroni ou Maddalena Antognetti ont pu servir de modèle
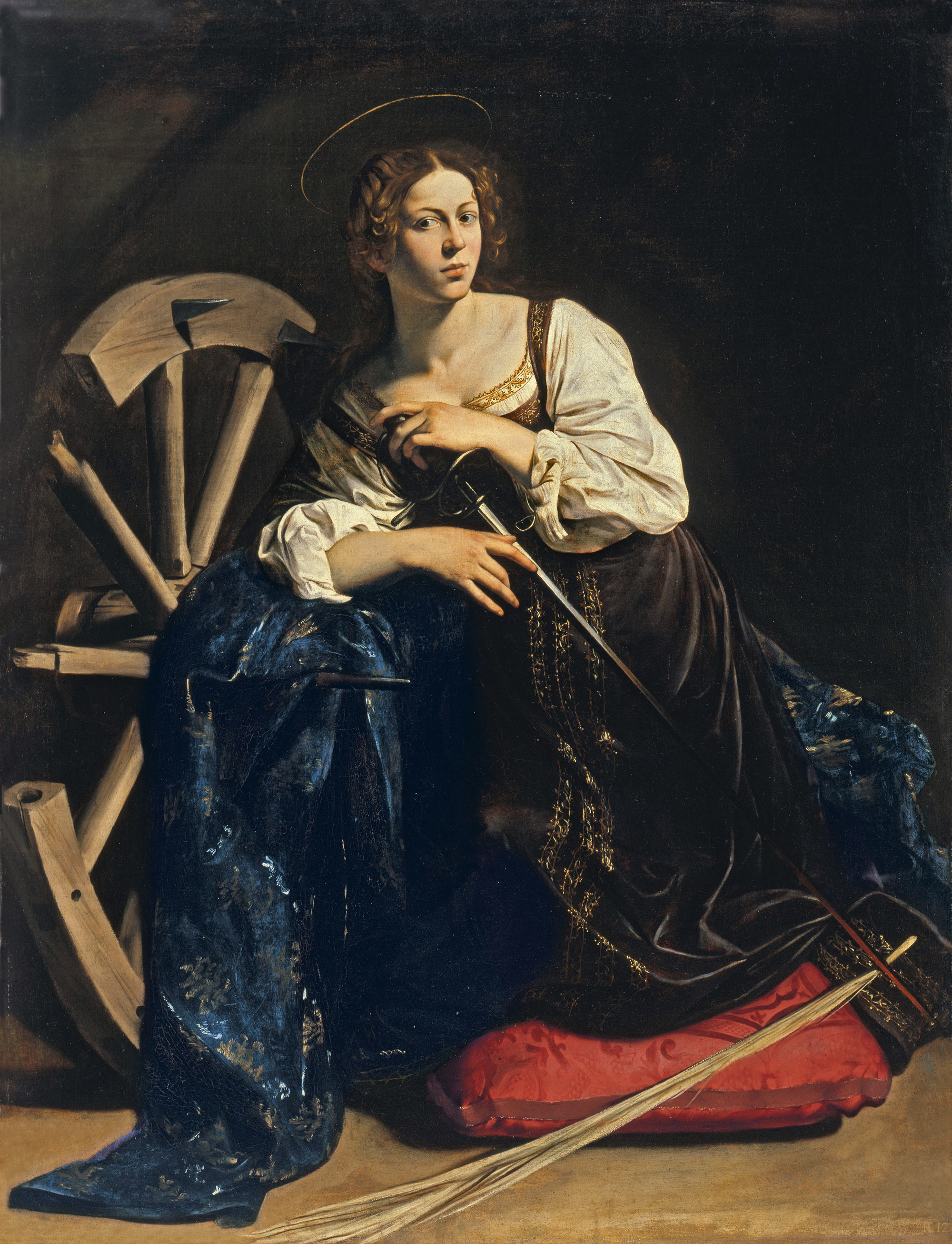
Sainte Catherine d'Alexandrie (1598).
Marthe et  Marie Madeleine (1598).
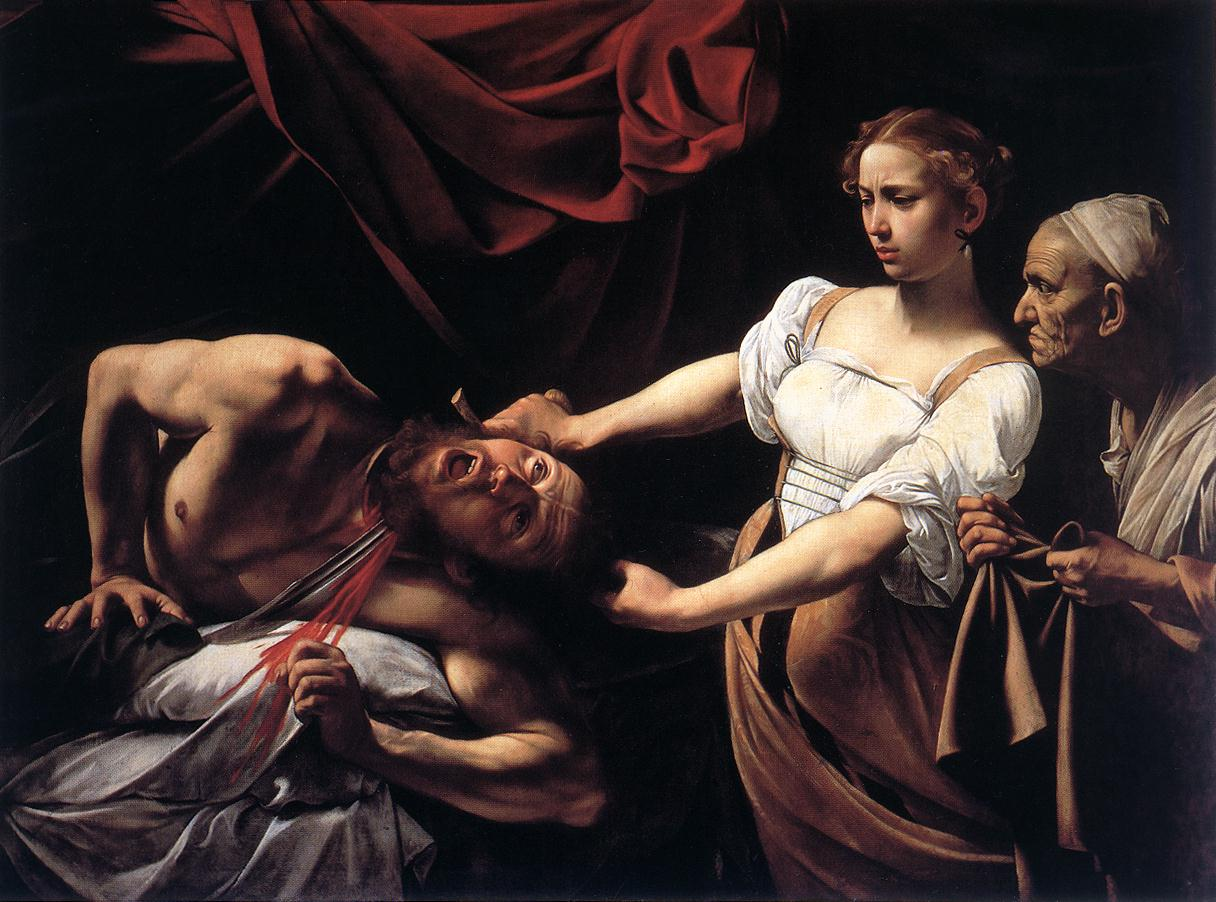
Judith décapitant Holopherne (1598-1599).